# کورتی، سودان
کورتی (به عربی: کورتی) یک منطقهٔ مسکونی در سودان است که در شمالیه واقع شده‌است.